# Зюдергольц
Зюдергольц (нім. Süderholz) — громада в Німеччині, розташована в землі Мекленбург-Передня Померанія. Входить до складу району Передня Померанія-Рюген.
Площа — 148,96 км2. Населення становить 4058 ос. (станом на 31 грудня 2020).